# PDF-XChange Viewer
PDF-XChange Viewer è un lettore PDF per Windows, in parte freeware e in parte proprietario.

## Caratteristiche principali
La versione base del lettore, distribuito sotto licenza freeware, include caratteristiche avanzate oltre a quelle di visualizzazione base, quali scrivere sopra un PDF, evidenziare le righe di un testo, mettere note e timbri, disegnare (sia forme preimpostate, sia a mano libera), salvare una o più pagine in formato JPEG. È inoltre possibile cercare stringhe di testo all'interno del file aperto o sui principali motori di ricerca online, compresa Wikipedia, direttamente dalla barra degli strumenti del programma.
I file PDF che sono assegnati in modo predefinito a questo programma hanno come icona l'anteprima della loro pagina iniziale, senza dover sbloccare funzioni avanzate di Windows.
PDF-XChange Viewer lavora bene anche sull'emulatore Wine per Linux, divenendo così un software valido per le annotazioni sui file PDF anche fuori dall'ambiente Windows
.
Dal 2017 è stato sostituito da PDF-XChange Editor, presente sia nella versione free sia nella versione Plus. 